# 지방도 제1002호선
지방도 제1002호선(하동~구산선)은 경상남도 하동군 하동읍과 창원시 마산합포구 구산면 원전항을 잇는 경상남도의 지방도이다.
대부분의 구간이 왕복 2차선으로 구성되어 있으며, 일부 구간은 국도와 중복되고 있다. 사천, 진주, 고성 구간은 국가지원지방도 제30호선과 중복된다. 창원시측 구간에서는 바다를 끼고 형성되어 있는 구간이 많은 것이 특징이다. 고성군 구간에서는 고성공룡세계엑스포 회장을 경유한다. 또한, 진교 나들목, 축동 나들목, 곤양 나들목에서 남해고속도로와 교차하며, 연화산 나들목에서 통영대전고속도로와 교차한다.
2009년 4월 현재 하동군 금남면에서 진교면에 이르는 구간을 기존의 왕복 2차로에서 왕복 4차로로 확장하는 공사를 진행하고 있다. 당초 2009년 2월에 완공 할 예정이었으나, 투자재원 변경으로 사업비 조달이 불투명해지면서 공정률은 3분의 1 수준에 머무르고 있는 상황이다. 이에 따라 도로가 직접 통과하지는 않지만, 말단부에서 이 도로와 연계되어 남해대교를 통해 오갈 수 있는 남해군 군의회에서는 경상남도에게 조기 완공을 촉구하는 건의문을 전달하겠다는 방침을 밝혔다.

## 연혁
- 2003년 2월 20일: 노선 폐지 및 재지정[2][3]
- 2005년 2월 24일: 창포 ~ 시락간 도로(마산시 진전편 창포리 ~ 시락리) 1.493 km 구간 확장 개통[4]
- 2009년 4월 23일: 배둔 ~ 시락간 도로(고성군 회화면 어신리 ~ 마산시 진전면 시락리) 5.392 km 구간 확장 개통[5]
- 2009년 6월 11일: 배둔 ~ 시락간 도로 개통으로 인해 기존 고성군 회화면 봉동리 ~ 마산시 진전면 시락리 총 2.92 km 구간 폐지[6]
- 2009년 10월 15일: 지방도 노선 조정으로 총 연장이 116.3km에서 103.3km로 변경[7]

- 사천 공군부대통과 노선 폐지
- 사천시 만남의광장 ~ 탑리삼거리 구간 우회노선으로 변경(축동면도103호선, 사천시 군도3호선 일부 승격)
- 국도 제5호선에 편입되어 승격된 구간 폐지

- 2010년 6월 17일: 곤양 ~ 무고간 도로(사천시 곤양면 맥사리) 500m 구간 확장 개통[8]
- 2016년 9월 12일: 진교 ~ 노량간 도로(하동군 금남면 대치리 ~ 노량리) 2.5 km 구간 확장 개통[9]
- 2017년 2월 2일: 흥사 일반산업단지 진입도로(사천시 곤양면 검정리 ~ 축동면 가산리) 3.64 km 구간 개통 및 기존 670m 구간 폐지[10][11]
- 2018년 8월 2일: 진교 ~ 노량간 도로 양포 교차로 ~ 대전방 교차로(하동군 진교면 양포리 ~ 술상리) 1.3 km 구간 확장 개통[12]
- 2018년 12월 27일: 진교 ~ 노량간 도로 대지1 교차로 ~ 대전방 교차로(하동군 진교면 술상리 ~ 금남면 대치리) 2.58 km 구간 확장 개통[13]
- 2019년 2월 19일: 진교 ~ 노량간 도로 개통으로 인해 기존 하동군 진교면 술상리 304m 구간과 하동군 금남면 대치리 ~ 노량리 총 1.431 km 구간 폐지[14]
- 2020년 2월 28일: 진교 ~ 노량간 도로 장승 교차로 ~ 남해대교 교차로(하동군 금남면 노량리) 1.0 km 구간 확장 개통, 기존 820m 구간 폐지[15]
- 2020년 10월 8일: 기점을 하동군 하동읍으로 연장[16]

## 주요 경유지
- 하동군
  - 금남면 남해대교 교차로 - 대치리 - 중평리 - 하동청소년수련원
  - 진교면 술상리 - 양포리 - 구곡 교차로 - 평당 교차로 - 진교 교차로 - 진교교 서단 - 상평사거리 - 상평교 - 진교 나들목 - 송원리 - 송원교 - (1차선 구간: 신율원교 - 밤터재)
- 사천시
  - 서포면 (1차선 구간: 밤터재) (미포장 구간: 밤치재)
  - 곤양면 (미포장 구간: 밤치재) - 맥사교 - 곤양초등학교 서부분교 (폐교) - 맥사리 - 서정리 - 남문외리 - (보옥당) - 송전리 - 금용교 - 성내미재 - 대진리 - 환덕리 - 묵곡리 - 장포교 - 검정리 - 가산교
  - 축동면 가산교 - 가산리 - 가산IC육교 - 축동 나들목 - 경남도립정신병원 - 용수삼거리 - 축동초등학교 구호분교 (폐교) - 구호리 - 탑리삼거리 - 탑리공단 - 길평리 - 사천IC사거리 - 운계 교차로 - 배춘1교
- 진주시
  - 정촌면 배춘1교 - 배춘2교
- 사천시
  - 축동면 배춘2교 - 양동삼거리 - 배춘리 - 배춘교
  - 사천읍 배춘교 - 구암 교차로 - 정의리 - 방곡 교차로 - 구암리 - 장전리 - 돌장고개
- 진주시
  - 금곡면 돌장고개 - 두문리 - 금곡초등학교 - 금곡정류소 - 영오교
- 고성군
  - 영오면 영오교 - 연화산 나들목(영오 교차로) - 오서 교차로 - 오서리 - 영대리 - 영오초등학교 - 성곡리 - 성곡교 - 영천중학교 - 영오면사무소 - 영오사거리 - 연당리 - 양산리 - 양산교
  - 개천면 양산교 - 가천저수지 - 가천리 - 청광교 - 청광사거리 - 청광리
  - 구만면 화림리 - 신계교 - 회화중학교 구만분교 (폐교) - 구만초등학교 - 구만면사무소 - 광덕리
  - 회화면 녹명리 - 배둔사거리 - 배둔리 - 배둔2교 - 당항리 - 허브드라마인 - 당항사거리 - 당항포랜드 (고성공룡세계엑스포) - 봉동리 - 고성노벨CC - 어신리
- 창원시
  - 마산합포구
    - 진전면 시락리 - 시락교 - 동진교 서단 - 창포리 - 진전초등학교 이창분교 (폐교) - 이명리 - 장좌교 - 이창교 - 암아 교차로 - 율티리 - 밤고개
    - 진북면 밤고개 - 진북교 - 학동삼거리 - 지산리 - 지산교
    - 진동면 지산교 - 사동교 - 진동 교차로 - 향군교 - 요장리 - 광암항 - 다구리 - 장고개
    - 구산면 마전리 - 마전교 - 구산초등학교 구서분교 - 군령삼거리 - 석곡리 - 사숙이고개 - 수정삼거리 - 수정리 - 안녕삼거리 - 백령치 - 옥계삼거리 - 옥계리 - 신촌교 - 신촌삼거리 - 반동초등학교 - 반동삼거리 - 구남중학교 - 반동리 - 난포삼거리 - 난포리 - 준고개 - 상용호삼거리 - 심리 - 원전항

## 중복 구간
- 하동군 하동읍 (회전교차로) ~ 비파회전삼거리: 국가지원지방도 제58호선과 중복
- 하동군 고전면 신월 교차로 ~ 신방 교차로: 국도 제19호선과 중복
- 사천시 곤양면 곤양초등학교 서부분교 (폐교) ~ 남문외리: 지방도 제1005호선과 중복
- 사천시 사천읍 정의리 ~ 고성군 개천면 청광사거리: 국가지원지방도 제30호선과 중복
- 진주시 금곡면 금곡정류소 ~ 고성군 영오면 오서 교차로: 지방도 제1009호선과 중복
- 창원시 마산합포구 진전면 동진교 서단 ~ 암아 교차로: 국도 제77호선과 중복
- 창원시 마산합포구 진전면 동진교 서단 ~ 진북면 학동삼거리: 지방도 제1021호선과 중복
- 창원시 마산합포구 진전면 동진교 서단 ~ 진동면 진동 교차로: 국가지원지방도 제67호선과 중복

## 도로명
- 하동군 금남면 남해대교 교차로 ~ 사천시 곤양면 곤양초등학교 서부분교 (폐교): 구노량길, 경충로
- 사천시 곤양면 곤양초등학교 서부분교 (폐교) ~ 남문외리: 곤북로
- 사천시 곤양면 (보옥당) ~ 축동면 사천IC사거리: 서삼로
- 사천시 축동면 사천IC사거리 ~ 양동삼거리: 운계길
- 사천시 축동면 양동삼거리 ~ 사천읍 정의리: 두량로
- 사천시 사천읍 정의리 ~ 진주시 금곡면 영오교: 구암두문로
- 고성군 영오면 영오교 ~ 회화면 배둔리: 영회로
- 고성군 회화면 배둔리 ~ 창원시 마산합포구 진전면 암아 교차로: 회진로
- 창원시 마산합포구 진전면 암아 교차로 ~ 진동면 진동 교차로: 삼진의거대로
- 창원시 마산합포구 진동면 진동 교차로 ~ 구산면 군령삼거리: 해양관광로
- 창원시 마산합포구 구산면 군령삼거리 ~ 수정삼거리: 석곡로
- 창원시 마산합포구 구산면 수정삼거리 ~ 신촌삼거리: 구산로
- 창원시 마산합포구 구산면 신촌삼거리 ~ 반동삼거리: 해양관광로
- 창원시 마산합포구 구산면 반동삼거리 ~ 원전항: 이순신로